# Abbaye Saint-Mansuy de Toul
L'abbaye Saint-Mansuy fut fondée au Xe siècle, dans les faubourgs de Toul par saint Gérard, évêque de Toul pour garder les reliques de saint Mansuet. Elle fut dédiée à saint Mansuy, évêque de Toul au IVe siècle et premier apôtre de la Lorraine.
Elle adhéra à la congrégation de Saint-Vanne en 1607. Ruinée après la Révolution, elle a aussi subi les conséquences du siège de Toul en 1552.

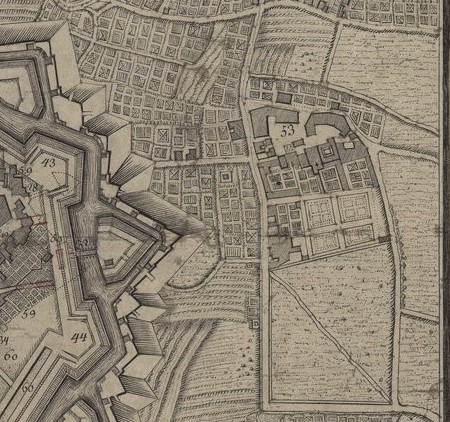
Quartier Saint-Mansuy vers 1700.

## Origine et développement

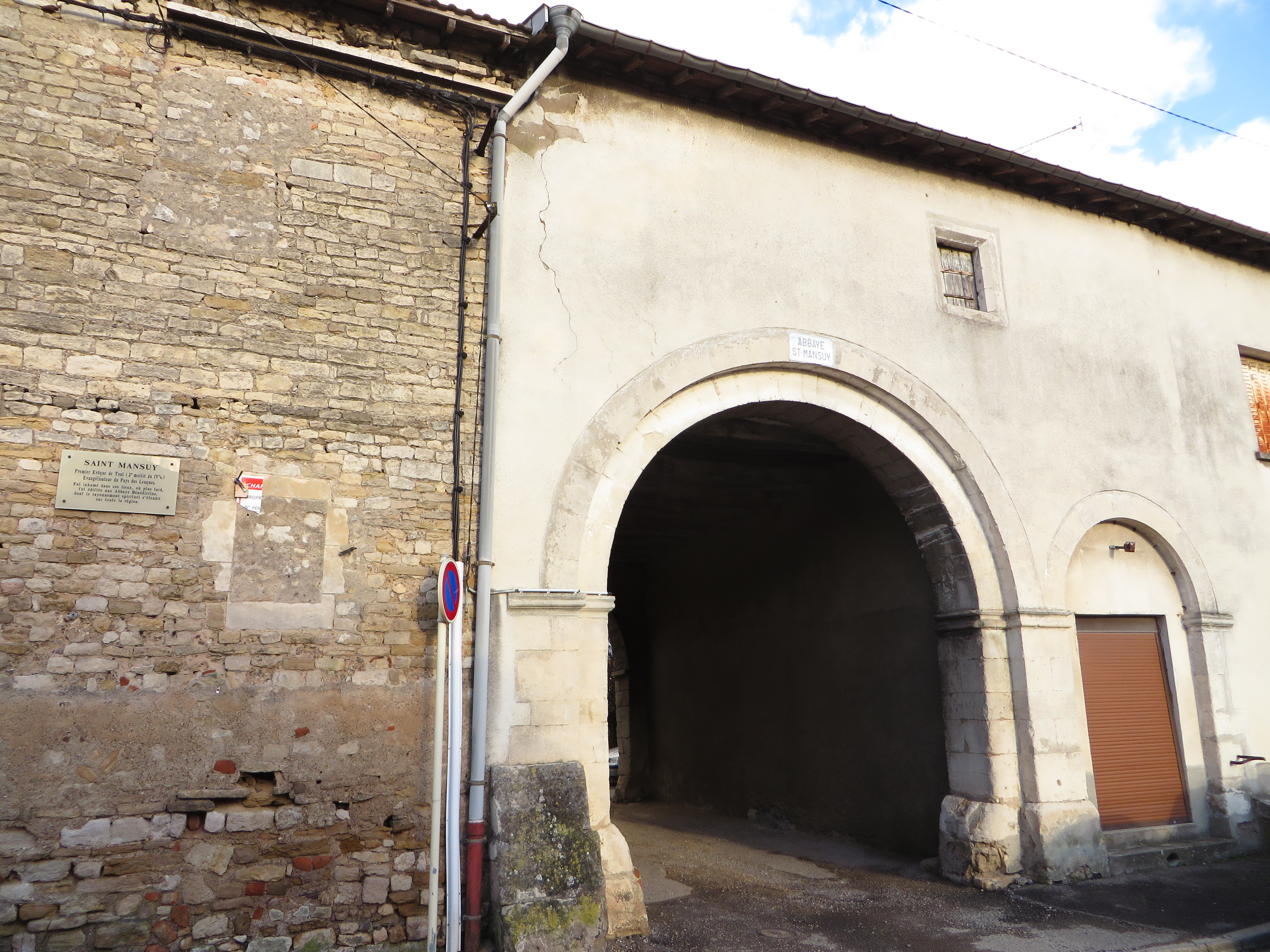
Porche d'entrée de l'abbaye Saint-Mansuy.

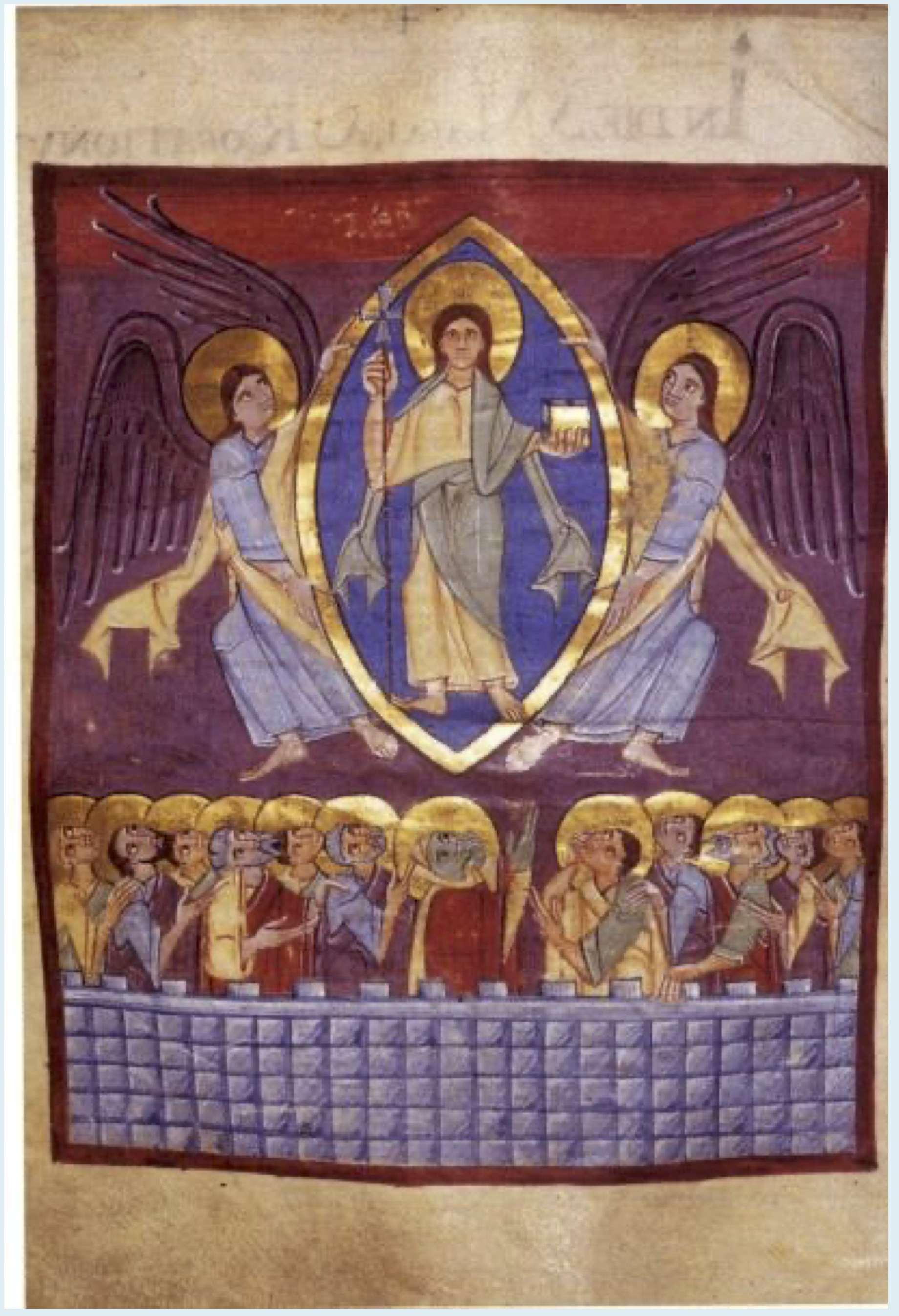
Ascension, évangéliaire dit de Saint-Mihiel, qui était conservé à l'abbaye Saint-Mansuy de Toul.

C'est dans le faubourg Saint-Mansuy de Toul qu'était la riche abbaye de bénédictins, que saint Gérard avait fondée vers la fin du Xe siècle, et qu'il avait placée sous l'invocation de saint Mansuy.
L'Évangéliaire dit de Saint-Mihiel (réalisé à l'abbaye de Reichenau vers 1100) provient vraisemblablement de l'abbaye Saint-Mansuy de Toul, où sa présence est attestée par Jean Mabillon vers 1696 (BNF, Latin 11902, fol. 225-226).
En 1716, le père Benoit PICART revint à son couvent de Saint-Mansuy et, comme simple capucin, il y passa les cinq dernières années de sa vie à composer ses livres.
Le faubourg de Saint.Mansuy fut plusieurs fois ruiné pendant les guerres que la ville de Toul eut à soutenir. L'abbaye elle-même fut dévastée à différentes reprises. Restaurée par l'évêque de Toul, monseigneur de Drouas à la fin du XVIIIe siècle, elle fut fermée à la Révolution, et les reliques de son saint patron transférées à l'église Saint-Étienne, en 1792, par M. de Lalande, évêque constitutionnel de la Meurthe.

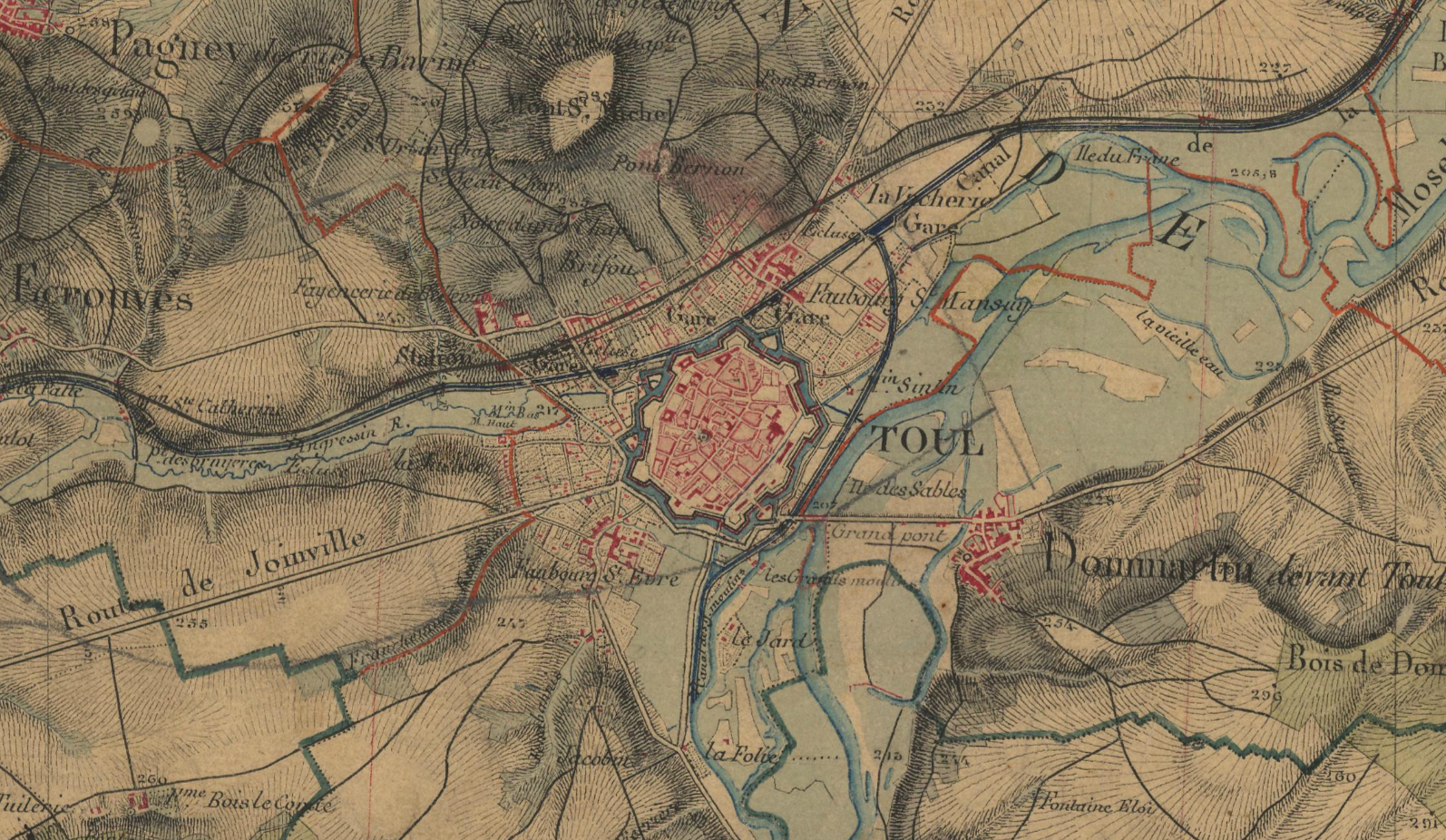
Plan de Toul en 1866 avec position de l'abbaye au nord-est.

## Après la Révolution

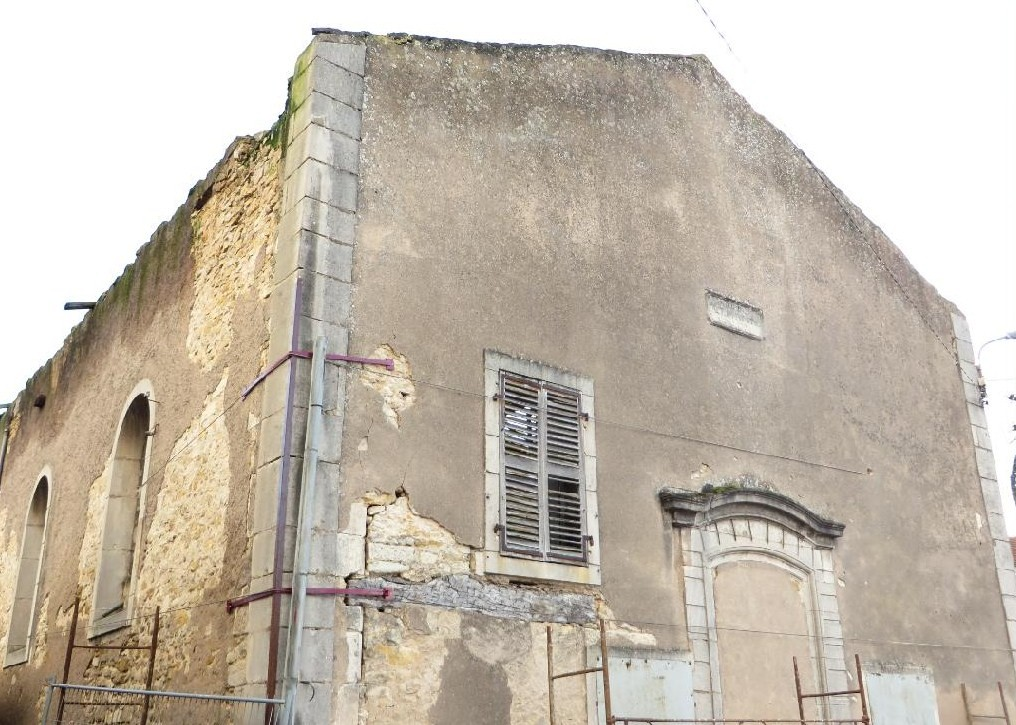
Toul, les restes de l'église Saint-Mansuy.

L'église du monastère a été détruite ; une partie des bâtiments, ainsi que la porte d'entrée à plein cintre, existe encore ; une portion du cloître a servi de grange.
Les plans de l'ancienne abbaye ont été numérisés à l’occasion du projet des plans reliefs.
Le tombeau de saint Mansuy, originellement placé dans la crypte de l'église de l'abbaye a été transféré en la cathédrale de Toul en 2012 .

## Liste des abbés
- 963 - (96?) : Adam [7]
- 969 - (97?) : Adson (Adso) de Montier en Der[8]
- 971 - (98?) : Faribert[9]
- 982 - (98?) : Adalbert
- 986 - (10??) : Rodbertus ou Ruodbertus
- 1028 - (10??) : Guillaume de Volpiano  ou Villaume (abbé de Saint-Bénigne)
- 1030 - (10??) : Wido ou Vidric
- 1032 - (10??) : Hunalde
- (10??) -  1036 : Dodo ou Dodon
- 1036 - 1073 : ?
- 1073 - 1076 : Grumbalde ou Grimbalde ou Wimbalde
- 1076 - 1102 : Albéric ou Albert
- 1102 - 1126 : Thiémare ou Théomare
- 1126 - 1126 : Thiébault
- 1126 - 1150 : Renaud
- 1150 - 1165 : Rodric ou Rodericus
- 1165 - 1166 : Jehan
- 1166 - 1188 : Théodoric ou Théodore
- 1188 - 1198 : Albert
- (11??) - (11??) : Widricus
- (11??) - (12??) : Nicolas
- 1202 - 1211 : Simare
- 1211 - 1226 : Étienne
- 1226 - 1231 : Gauttier
- 1231 - 1234 : ?
- 1234 - 1237 : Guillaume ou Willaume
- 1237 - 1241 : ?
- 1241 - 1257 : Waricus
- 1257 - 1260 : ?
- 1260 - 1273 : Othon (Otton)
- 1274 - 1274 : Kaiuaud
- 1279 - 1313 : Gérard
- 1313 - 1316 : ?
- 1316 - 1320 : Eudes
- 1320 - 1322 : ?
- 1322 - 1329 : Vaultier
- 1330 - 1360 : Himes ou Heimes
- 1360 - 1364 : ?
- 1364 - 1374 : Jean de Gondrecourt
- 1375 - 1382 : Robert de Linel
- 1383 - 1403 : Guillaume de Naidant
- 1403 - 1406 : ?
- 1406 - 1427 : Henri de Houdelaincourt
- 1428 - 1447 : Dominique de Nancy
- 1448 - 1461 : Thiéry (Jean), de Liverdun
- 1461 - 1479 : Vaultrin (Jean-François), de Liverdun
- 1479 - 1484 : Jean de Lamballe (princier de Metz, protonotaire)
- 1484 - 1499 : Olry de Blàmont (Évêque, premier abbé commendataire)
- 1500 - 1505 : Géraull (Perault) (Raymond) (cardinal de Gurck)
- 1506 - 1507 : Hazards (Hugues des), Évêque.
- (15??)-(15??): Saint-Chaumont (Théodore de)
- (15??)-(15??): Jean de Lorraine (cardinal de)
- 1524 - 1532 : Ailly (Hector d')
- 1532 - 1542 : Prevost (Sébastien)
- 1542 - 1549 : Jean de Lorraine (cardinal de)
- 1550 - 1607 : Usus-Maris[10] (Nicolas)
- 1607 - 1624 : Porcelets de Maillane (Jean des)
- 1625 - 1634 : Nicolas-François (cardinal de)
- 1635 - 1653 : Armand (prince de Conty)
- 1654 - 1661 : Mazarin (Jules) (cardinal), nommé par le roi de France
- 1661 - 1727 : Vendôme (Philippe de) (grand prieur de France), nommé par le roi de France, il a conservé l'abbaye en commende jusqu'à sa mort. À la suite d'un accord entre le roi de France Louis XIV et le duc de Lorraine Charles IV, en 1664, Philippe de Vendôme a conservé la jouissance de tous les biens de l'abbaye dans le royaume de France. Cet accors a été observé jusqu'en 1670, date de l'expulsion du duc Charles IV. À partir de cette date, Philippe de Vendôme a perçu tous les revenus de l'abbaye. Il a conservé ces revenus après le traité de Ryswick, en 1697, qui rendait le duché de Lorraine à Léopold Ier, mais que les Français ont eu du mal à abandonner.
- 1661 - 1662 : Dom Royer (André), il en a pris possession par ordre du duc Charles V de Lorraine, mais n'en a pas eu la louissance
- 1661 - 1662 : M. Bailly (abbé de Beaupré)
- 1661 - 1662 : Dom Royer
- 1663 - 1666 : Dom Innocent Lavefe, élu le 10 janvier 1663, a pris possession de l'abbaye le 10 février, mais n'a jamais perçu le moindre revenu de l'abbaye.
- 1666 - 1679 : Dom Rupert Caillier, élu en 1666, résigne en 1679.
- 1679 - 1691 : Dom François Castellan, n'a pas touché de revenu de l'abbaye. La Lorraine est alors occupé par les Français.
- 1697 - 1723 : Dom Charles Cachedenier de Vassimont, prieur claustral de l'abbaye, élu abbé en décembre 1698, mais a choisi de ne pas se faire confirmer par la cour souveraine et par crainte de Philippe de Vendôme qui avait menacé d'user de tous les moyens de se maintenir en possession de l'abbaye.
- 1736 - 1743 : Boyer (Jean-François) (Théatin)
- 1743 - 1763 : De Sérignan de Lort de Valras (évêque)
- 1763 - 1779 : Bertin (Louis-Augustin de) (Conseiller d'État)